# منرال بوينت
مينيرال نقطة (ويسكونسن) (بالإنجليزية: Mineral Point, Wisconsin)‏ هي بلدة و مدينة من الدرجة الرابعة تقع في الولايات المتحدة في مقاطعة آيوا (ويسكونسن). يقدر عدد سكانها بـ 2,487 نسمة ومساحتها 7.54 كم2 .

## التركيبة السكانية
قام مكتب تعداد الولايات المتحدة بتحديد بيانات التركيبة السكانية لمنرال بوينتفي تعداد الولايات المتحدة. في ما يلي، التركيبة السكانية حسب تعدادي 2000 و2010.

### تعداد عام 2000
بلغ عدد سكان منرال بوينت 2,617 نسمة بحسب تعداد عام 2000، وبلغ عدد الأسر 1,092 أسرة وعدد العائلات 693 عائلة مقيمة في المدينة. في حين سجلت الكثافة السكانية 868.1 نسمة لكل ميل مربع (335.2/كم2). وبلغ عدد الوحدات السكنية 1,192 وحدة بمتوسط كثافة قدره 395.4 نسمة لكل ميل مربع (152.7/كم2).
وتوزع التركيب العرقي للمدينة بنسبة 99.01% من البيض و 0.04% من الأمريكيين الأصليين و 0.23% من الأمريكيين ذوي الأصول الآسيوية و 0.19% من الأمريكيين الأفارقة و 0.38% من عرقين مختلطين أو أكثر.
بلغ عدد الأسر 1,092 أسرة كانت نسبة 29.6% منها لديها أطفال تحت سن الثامنة عشر تعيش معهم، وبلغت نسبة الأزواج القاطنين مع بعضهم البعض 51.0% من أصل المجموع الكلي للأسر، ونسبة 8.9% من الأسر كان لديها معيلات من الإناث دون وجود شريك، وكانت نسبة 36.5% من غير العائلات.
بلغ العمر الوسطي للسكان 38 عاماً. وكانت نسبة 24.5% من القاطنين تحت سن الثامنة عشر، وكانت نسبة 7.7% بين الثامنة عشر والأربعة وعشرون عاماً، ونسبة 28.8% كانت واقعةً في الفئة العمرية ما بين الخامسة والعشرون حتى والأربعة وأربعون عاماً، ونسبة 21.2% كانت ما بين الخامسة والأربعون حتى الرابعة والستون، ونسبة 17.7% كانت ضمن فئة الخامسة والستون عاماً فما فوق. يوجد لكل 100 أنثى 90.5 ذكر، ويوجد لكل 100 أنثى في الثامنة عشر من عمرها فما فوق 86.2 ذكر.
بلغ متوسط دخل الأسرة في المدينة 43,182 دولار، أما متوسط دخل العائلة فبلغ 52,137 دولار. وكان متوسط دخل الذكور 31,750 دولار مقابل 23,396 دولار للإناث. وسجل دخل الفرد الخاص بالمدينة 21,097 دولار. وكانت نسبة 3.8% من العائلات ونسبة 4.9% من السكان تحت خط الفقر، وكان من هؤلاء نسبة 1.5% تحت سن الثامنة عشر ونسبة 15.6% في الخامسة والستين من العمر وما فوق.

### تعداد عام 2010
بلغ عدد سكان منرال بوينت 2,487 نسمة بحسب تعداد عام 2010، وبلغ عدد الأسر 1,147 أسرة وعدد العائلات 648 عائلة مقيمة في المدينة. في حين سجلت الكثافة السكانية 854.6 نسمة لكل ميل مربع (330.0/كم2). وبلغ عدد الوحدات السكنية 1,278 وحدة بمتوسط كثافة قدره 439.2 لكل ميل مربع (169.6/كم2).
وتوزع التركيب العرقي للمدينة بنسبة 97.9% من البيض و 0.1% من الأمريكيين الأصليين و 0.8% من الأمريكيين ذوي الأصول الآسيوية و 0.6% من الأمريكيين الأفارقة و 0.5% من عرقين مختلطين أو أكثر.
بلغ عدد الأسر 1,147 أسرة كانت نسبة 26.9% منها لديها أطفال تحت سن الثامنة عشر تعيش معهم، وبلغت نسبة الأزواج القاطنين مع بعضهم البعض 44.6% من أصل المجموع الكلي للأسر، ونسبة 8.1% من الأسر كان لديها معيلات من الإناث دون وجود شريك، بينما كانت نسبة 3.7% من الأسر لديها معيلون من الذكور دون وجود شريكة وكانت نسبة 43.5% من غير العائلات. تألفت نسبة 37.3% من أصل جميع الأسر من أفراد ونسبة 16.6% كانوا يعيش معهم شخص وحيد يبلغ من العمر 65 عاماً فما فوق. وبلغ متوسط حجم الأسرة المعيشية 2.83، أما متوسط حجم العائلات فبلغ 2.14.
بلغ العمر الوسطي للسكان 43.7 عاماً. وكانت نسبة 21.3% من القاطنين تحت سن الثامنة عشر، وكانت نسبة 6.8% بين الثامنة عشر والأربعة وعشرون عاماً، ونسبة 23.5% كانت واقعةً في الفئة العمرية ما بين الخامسة والعشرون حتى والأربعة وأربعون عاماً، ونسبة 30.3% كانت ما بين الخامسة والأربعون حتى الرابعة والستون، ونسبة 18.2% كانت ضمن فئة الخامسة والستون عاماً فما فوق. وتوزع التركيب الجنسي للسكان بنسبة 48.0% ذكور و52.0% إناث.

## الموقع الجغرافي
الموقع الجغرافي للمناطق المحيطة بهذه النقطة هو كالتالي: